# Albert Schweitzer (trein)
De Albert Schweitzer was een internationale trein voor de verbinding Dortmund - Straatsburg. De trein is genoemd naar de beroemde Duitse arts Albert Schweitzer.
De Albert Schweitzer is op 2 juni mei 1980 in het TEE-net opgenomen en vormde de verbinding tussen het Europees Parlement in Straatsburg en de West-Duitse hoofdstad Bonn. De treinverbinding is in 1983 opgeheven.

## Trans Europ Express

### Rollend materieel
De treindienst werd meteen gestart met elektrische tractie met getrokken rijtuigen.

#### Tractie
Als locomotieven werd op het Duitse traject de serie 103 (15 kV) ingezet, op het Franse deel van het traject, slechts 7 km, kwamen Franse tweesysteem (25 kV / 1500 V) locomotieven voor de trein.

#### Rijtuigen
Als rijtuigen werden de, vanaf 1964 gebouwde vervolgseries type Rheingold ingezet.

### Route en dienstregeling
| TEE 9 | Land      | Station          | km  | TEE 8 |
| ----- | --------- | ---------------- | --- | ----- |
| 06:35 | Duitsland | Dortmund         | 0   | 21:52 |
| 06:55 | Duitsland | Essen            | 34  | 21:31 |
| 07:09 | Duitsland | Duisburg         | 54  | 21:20 |
| 07:23 | Duitsland | Düsseldorf       | 77  | 21:07 |
| 07:49 | Duitsland | Köln Hbf         | 117 | 20:43 |
| 08:08 | Duitsland | Bonn             | 151 | 20:21 |
| 08:41 | Duitsland | Koblenz          | 210 | 19:50 |
| 09:33 | Duitsland | Mainz            | 302 | 19:00 |
| 09:53 | Duitsland | Darmstadt        | 335 | 18:37 |
| 10:21 | Duitsland | Heidelberg       | 394 | 18:09 |
| 10:49 | Duitsland | Karlsruhe        | 448 | 17:42 |
| 11:05 | Duitsland | Baden-Baden West | 479 | 17:24 |
| 11:40 | Duitsland | Kehl             | 528 | 17:00 |
| 11:50 | Frankrijk | Strasbourg       | 535 | 16:40 |